# Garhshankar
Garhshankar är en ort i Indien.   Den ligger i distriktet Hoshiarpur och delstaten Punjab, i den norra delen av landet, 300 km norr om huvudstaden New Delhi. Garhshankar ligger 273 meter över havet och antalet invånare är 16 470.
Terrängen runt Garhshankar är huvudsakligen platt, men åt nordost är den kuperad. Runt Garhshankar är det tätbefolkat, med 511 invånare per kvadratkilometer. Närmaste större samhälle är Nawāshahr, 10,4 km söder om Garhshankar. Trakten runt Garhshankar består till största delen av jordbruksmark.